# Dicranella ponapensis
Dicranella ponapensis är en bladmossart som beskrevs av Kyuichi Sakurai 1943. Dicranella ponapensis ingår i släktet jordmossor, och familjen Dicranaceae. Inga underarter finns listade i Catalogue of Life.